# Batalha, Alagoas
Batalha este un oraș în unitatea federativă Alagoas (AL), Brazilia.